# ستيف بورغ
ستيف بورغ (بالإنجليزية: Steve Borg)‏ (15 مايو 1988 في مالطا - ) هو لاعب كرة قدم مالطي في مركز الدفاع. شارك مع منتخب مالطا لكرة القدم. أما مع النوادي، فقد لعب مع أريس ليماسول ونادي فاليتا وبلاتينيوم ستارز ‏ ونادي موستا ‏.

## وصلات خارجية
- ستيف بورغ على موقع الاتحاد الدولي (مؤرشف)  (الإنجليزية)
- ستيف بورغ على موقع الاتحاد الأوربي (الإنجليزية)
- ستيف بورغ على موقع قاعدة بيانات كرة القدم.إي يو (الإنجليزية)
- ستيف بورغ على موقع ناشيونال فوتبول تيمز (الإنجليزية)
- ستيف بورغ على موقع Soccerway.com (الإنجليزية)
- ستيف بورغ على موقع عالم كرة القدم.نت (الإنجليزية)